# Monolepta shirozui
Monolepta shirozui es una especie de insecto coleóptero de la familia Chrysomelidae.
Fue descrita científicamente en 1965 por Kimoto.